# João Corrêia
João Correia Lima Sobrinho (Cruzeiro do Sul, 22 de maio de 1955) é um professor universitário, político acreano e ex-deputado federal.
Foi acusado em 2010 de ter participação no escândalo do dossiê. O empresário Luiz Antônio Vedoin afirmava teria feito acordo com o então deputado João Correia (PMDB-AC), pelo qual este receberia 10% do valor das emendas de sua autoria que fossem executadas por meio de empresas do esquema das sanguessugas.
A comissão de ética da Câmara decidiu arquivar o caso por falta de provas, mas o ex-deputado resolveu realizar uma greve de fome para ser julgado. Assim, foi julgado e inocentado por aquela comissão.
Se tornou em 2010 candidato ao senado pelo estado do Acre.
Durante uma rodada de entrevistas, na TV5 em 10 de agosto de 2010, filiada da Rede Bandeirantes, discutiu com o apresentador Demóstenes Nascimento, e as agressões verbais se tornaram agressões físicas por ambos os lados.
Após o candidato e o canal prestarem queixas na delegacia e no TRE, a emissora liberou uma versão editada (ofensiva ao candidato) da entrevista (a entrevista não foi ao ar ao vivo pelo canal). Então, o candidato entrou em outra greve de fome para que a polícia federal fizesse uma perícia na gravação. Quando a perícia foi autorizada, a greve de fome foi encerrada 16 de setembro. Em sua queixa, o candidato relatou que o objetivo único da entrevista era de denegrir a sua imagem, o que configura crime eleitoral, com o conteúdo apenas a ter aspectos negativos de sua vida, posteriormente à perícia, nenhuma edição foi comprovada..